# Coelogyne assamica
Coelogyne assamica là một loài thực vật có hoa trong họ Lan. Loài này được Linden & Rchb.f. mô tả khoa học đầu tiên năm 1857.

## Hình ảnh

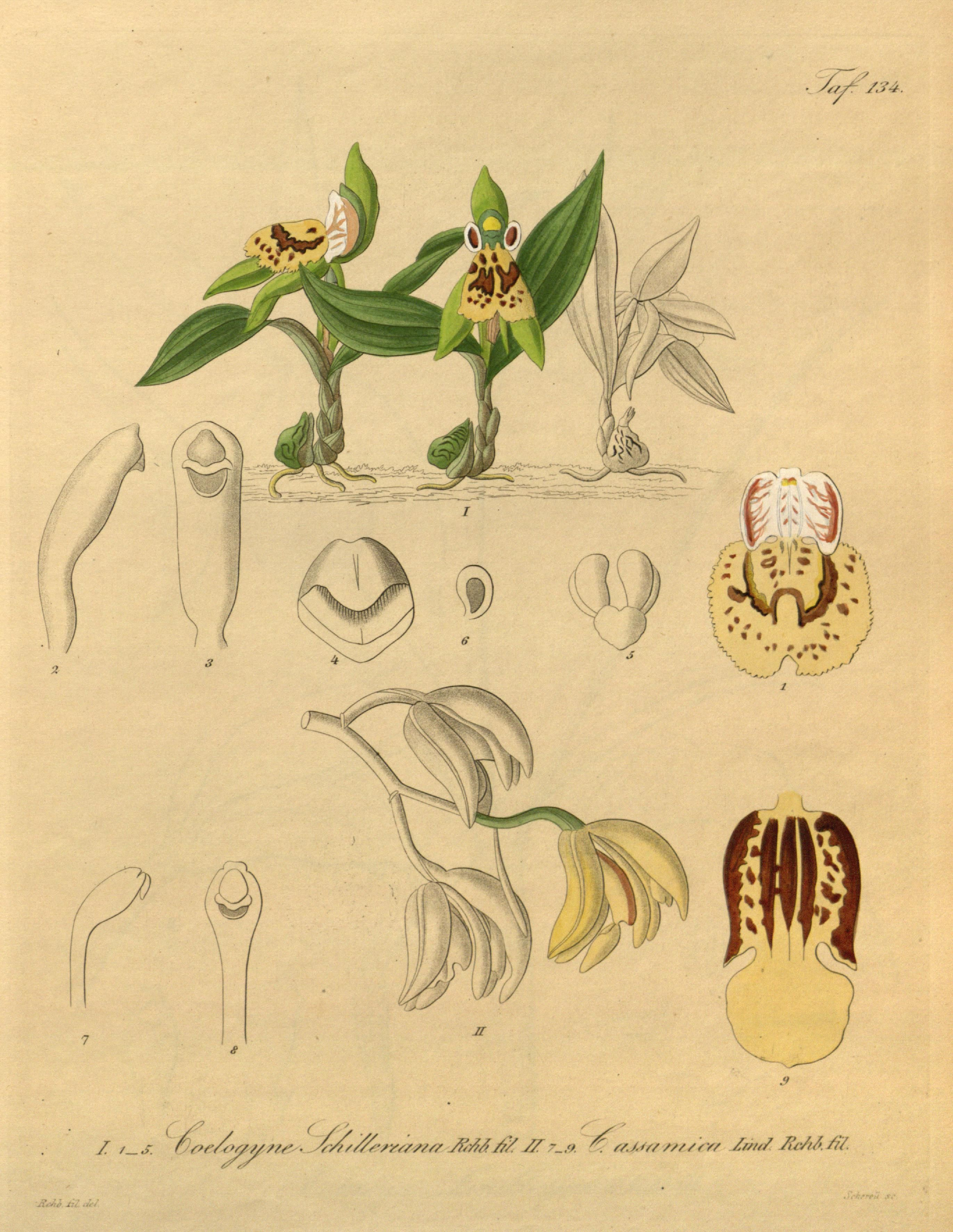